# سیارک ۶۷۵۳
سیارک ۶۷۵۳ (به انگلیسی: 6753 Fursenko، نامگذاری:1974RV1) شش هزار و هفتصد و پنجاه و سومین سیارک کشف شده‌است که در ۱۴ سپتامبر ۱۹۷۴ کشف شد.
قدر مطلق سیارک برابر ۱۳٫۲۰ است.